# La principessa bionda
La principessa bionda (The Lucky Lady) è un film del 1926 prodotto e diretto da Raoul Walsh. In Italia, è conosciuto anche col titolo La signora fortuna.

## Trama
A San Guido, Antoinette, giovane principessa che studia dalle suore, scappa dal convento per recarsi di nascosto alla locanda dove vuole vedere lo spettacolo serale. Lì, incontra Clarke, un giovane turista americano, con il quale lega subito. Ma, dovendo tornare in convento prima dei vespri, la ragazza si nasconde nel bagagliaio dell'auto di Clarke da cui salta fuori quando si accorge che l'americano sta oltrepassando il convento che è la sua meta.
Antoinette dovrebbe andare in sposa al conte Ferranzo, un uomo dissoluto che, dopo la morte del principe di San Guido, è stato scelto come suo marito dal primo ministro Franz Garletz. Lei cerca in tutti i modi di sottrarsi al triste destino, mettendo in atto tutto il repertorio che ha a disposizione: da una parte, come principessa, si imbruttisce a più non posso per spaventare il fidanzato, dall'altra, si finge una coquette vivace e fascinosa, disposta a flirtare con Ferranzo. Avendo sentito del fidanzamento, Clarke penetra nelle stanze di Antoinette che lo rassicura sui suoi sentimenti. Ma l'americano viene sorpreso e preso prigioniero. Garletz , per togliersi di torno lo sgradito corteggiatore della principessa e la pericolosa coquette che sta conquistando Ferranzo, prende i due, espellendoli dal principato. Arrivati oltre confine, Antoinette rivela la sua identità e i due innamorati, liberi, possono sposarsi, beffando Garletz e i suoi piani.

## Produzione
Il film - che fu girato con il titolo di lavorazione Lady Luck - fu prodotto dalla Famous Players-Lasky Corporation.

## Distribuzione
Distribuito dalla Paramount Pictures, il film uscì nelle sale cinematografiche statunitensi il 26 aprile 1926 con il titolo originale The Lucky Lady. In Finlandia, venne distribuito il 21 febbraio 1927.
Copia della pellicola è conservata negli archivi della Library of Congress.